# Erebia myrialda
Erebia myrialda är en fjärilsart som beskrevs av Hans Fruhstorfer 1918. Erebia myrialda ingår i släktet Erebia och familjen praktfjärilar. Inga underarter finns listade i Catalogue of Life.